# Wanda Grabińska
Wanda Grabińska, née en 1902 et morte en 1980 à Albion, New York, est une avocate polonaise et la première femme à occuper un poste de juge en Pologne. Elle est juge au tribunal des mineurs de Varsovie  et une fervente défenseure de la réforme de la justice pour mineurs.

## Biographie

### Jeunesse et formation
Wanda Grabińska est née en 1902. Elle passe son enfance à Radom. Elle doit interrompre études à plusieurs reprises en raison de problèmes de santé.
En 1924, elle obtient un diplôme universitaire à la Faculté de droit de l'Université de Varsovie, après quoi elle devient greffière, seul fonction judiciaire accessible aux femmes,. En 1927, elle présente une demande de nomination judiciaire. Dans sa candidature, elle rappelle que la constitution accorde aux femmes des droits égaux à ceux des hommes en matière d'accès aux postes publics. Sa demande est acceptée après 18 mois,.

### Juge pour enfants
Wanda Grabińska, âgée de 27 ans, est nommée juge au tribunal pour mineurs à Varsovie le 6 mars 1929. Elle est la première femme juge en Pologne.
Dans sa pratique juridique, elle met en œuvre les principes de la Déclaration de Genève sur les droits de l'enfant et adopte les méthodes modernes de réadaptation.
Wanda Grabińska  se préoccupe principalement de la question des jeunes et des droits des femmes. Elle appelle à la création d'un réseau d'établissements éducatifs et pénitentiaires et à l'augmentation du nombre d'éducateurs. « Ensuite, nous prendrons des décisions éducatives et non punitives ». Il y a peu d'établissements pour les garçons et aucun pour les filles qui sont envoyées directement en prison en cas de condamnation,,.
Le juge a vivement appelé à la création d'un réseau d'établissements éducatifs et pénitentiaires et à l'augmentation du nombre d'agents de probation (appelés alors tuteurs judiciaires). « Ensuite, nous prendrons des décisions éducatives et non punitives.
Wanda Grabińska travaille aussi sur d'autres dossiers, comme la situation des mères, en particulier des mères célibataires. À cette époque, lil suffit qu'un seul témoin déclare qu'une femme a eu des contacts avec plusieurs hommes pour que le tribunal rejette ses demandes d'établissement de paternité et de paiement d'une pension alimentaire. Elle s'oppose également à l'article criminalisant l'avortement.
À partir de 1930, elle représente la Pologne à la Commission consultative pour la protection et le bien-être des enfants et des jeunes de la Société des Nations où elle est particulièrement active dans l'élaboration de l'ensemble de règles pour les tribunaux pour mineurs, les établissements d'enseignement et les organismes auxiliaires, adoptées en 1937,.

### Réseaux de femmes
Wanda Grabińska défend la place des femmes dans le système judiciaire. Dans l’entre-deux-guerres, il n'y a que neuf femmes juges en Pologne. Elle est une des fondatrices et membre du conseil d'administration de l'Association polonaise des femmes ayant une formation juridique (Polskie Stowarzyszenie Kobiet z Wykształceniem Prawnym) qui défend leurs droits. Elle est aussi une membre active de l'Association internationale des juges pour mineurs.
En mai 1929, Wanda Grabińska devient également présidente du comité d'organisation du syndicat des femmes ayant une formation juridique supérieure en Pologne.
La même année, elle rejoint la Fédération internationale des femmes magistrats et juges créée en 1928 par Vera Poska-Grünthal (Estonie), Clara Campoamor (Espagne), Marcelle Kraemer- Bach (France), Agathe Dyvrande-Thévenin (France) et Margarete Berent (Allemagne). Elle en assure la vice-présidente durant les années 1930. Lorsqu'Agathe Dyvrande-Thévenin et Marcelle Kraemer-Bach, demandent au Ministre de la justice Lucien Hubert que les femmes puissent être juges dans les tribunaux pour enfants en France, en s'appuyant sur le cas de Wanda Grabińska en Pologne, elle les accompagne afin qu'il puisse constater par lui-même qu'une femme pouvait être juge,.
À partir de 1932, Wanda Grabińska travaille au ministère de la Protection sociale comme conseillère.
Avec l'avocat français Henri Rollet, elle publie un guide des services auxiliaires des tribunaux pour mineurs en 1931 et un ouvrage sur l'organisation des tribunaux pour enfants et les résultats obtenus en 1935.

### Durant la Seconde Guerre mondiale
Au moment de l'invasion nazie en 1939, Wanda Grabińska fuit vers la Suisse, aidée par la féministe américaine Alice Paul (1885-1977) et la Fédération internationale des femmes diplômées des universités. Elle part ensuite pour Londres où elle travaille à partir de 1940, pour le Gouvernement polonais en exil comme experte sur les questions sociojuridiques internationales et assure la liaison avec diverses organisations. Elle est impliquée dans le Bureau international pour la suppression de la traite des femmes et des enfants (en) et représente la Fédération internationale des femmes magistrats et avocats, dont la plupart des membres sont alors en exil, au sein du Comité de liaison des organisations internationales de femmes,,.
A Londres, elle publie en 1942, avec d'autres féministes, une protestation officielle contre les atrocités nazies qui condamne les crimes de guerre  avec une attention particulière à la nature sexiste de la violence. Ce réseau de femmes soutient plus tard le juriste polonais spécialisé dans les réfugiés, Raphael Lemkin pour obtenir l’introduction et la ratification de la Convention sur le génocide à l’ONU.
En 1947, elle émigre aux États-Unis, où elle passe le reste de sa vie. Elle décède en 1980 à Albion, New York